# Крутишка (приток Исети)
Крутишка — река в России, протекает в Далматовском районе Курганской области. Устье реки находится в 339 км по правому берегу реки Исеть в 2 км к северо-западу от села Крутиха. Длина реки составляет 30 км.

## Данные водного реестра
По данным государственного водного реестра России относится к Иртышскому бассейновому округу, водохозяйственный участок реки — Исеть от впадения реки Теча и до устья, без реки Миасс, речной подбассейн реки — Тобол. Речной бассейн реки — Иртыш.
Код объекта в государственном водном реестре — 14010501112111200003262.

## Притоки
- Барташ (левый)
- Падун (правый)

## Населённые пункты
- с. Юровка
- д. Макарьевское